# Adam Frederik Moltke
Adam Frederik Moltke (1. februar 1821 i Svendborg – 21. november 1886 i Hjørring) var en dansk amtmand.

## Karriere
Han var søn af byskriver i Svendborg og herredsskriver i Sunds og Gudme Herreder Christian Julius Frederik August Moltke (18. december 1787 – 9. november 1845) og Catharine Margrethe Dorothea f. Colding (d. 13. august 1873), blev 1839 student fra Sorø Akademi, 1846 juridisk kandidat, samme år volontær i Rentekammeret, overgik 1848 derfra til Finansministeriet, tog 1853 slesvigsk juridisk eksamen, ansattes samme år som kancellist i Ministeriet for Hertugdømmet Slesvig, blev 1855 fuldmægtig sammesteds, udnævntes 1856 til 1. ekspeditionssekretær i Ministeriet for Monarkiets fælles indre Anliggender, men stilledes 1858, da dette ministerium ophævedes, til rådighed for Finansministeriet. 1859 beskikkedes han, der i flere år ved siden af sin egentlige embedsgerning havde fungeret som fuldmægtig på Københavns Amts kontor, til herredsfoged i Vis og Ugle Herreder i Flensborg Amt, hvorfra han 1864 fjernedes af den preussisk-østrigske civiløvrighed. Det følgende år konstitueredes han, og 1866 fik han fast ansættelse som byfoged og byskriver i Sæby samt herredsfoged og skriver i Dronninglund Herred. 1868 blev han tillige borgmester i Sæby, og fra 1880 til sin død, 21. november 1886, var han amtmand over Hjørring Amt. 1856 blev han kammerjunker og 1882 kammerherre. 18. august 1871 blev han Ridder af Dannebrog.
På grund af sin tiltalende personlighed, sin noble karakter, sin humane og besindige optræden var
han almindelig afholdt af befolkningen i de egne af landet, hvor han virkede som embedsmand.

## Ægteskab
Han blev 31. maj 1861 i Uetersen gift med Louise Augusta Gertrude Rosen (31. juli 1837 i Segeberg – 26. maj 1916 på Frederiksberg), en datter af kammerherre, amtmand Carl Vilhelm Ludvig Rosen i Segeberg Amt.